# Robert Lockwood Jr.

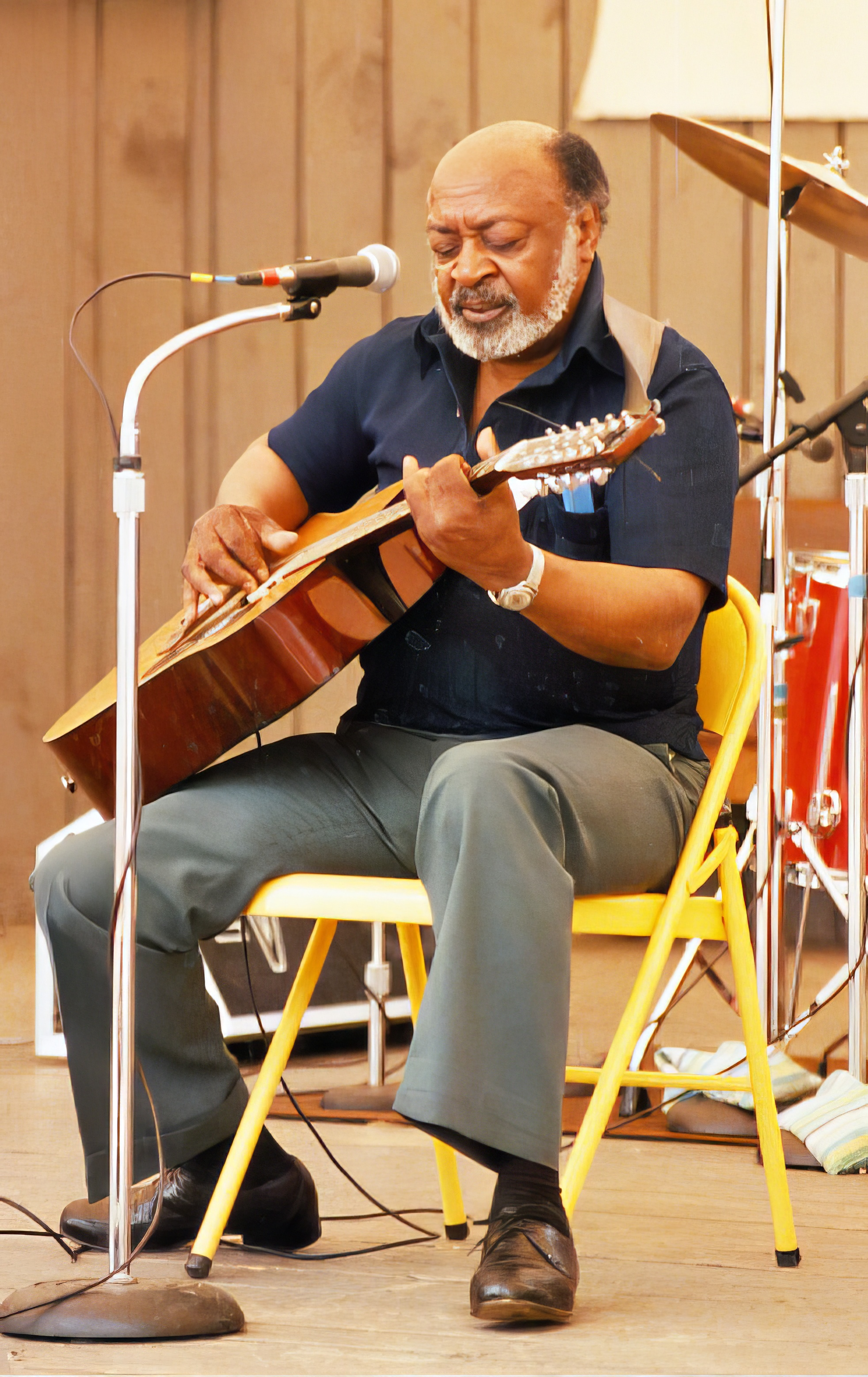
Lockwood med tolvsträngad akustisk gitarr vid 1982 World's Fair i Knoxville, Tennessee.

Robert Lockwood Jr., född den 27 mars, 1915 i Turkey Scratch i Phillips County, Arkansas, död den 21 november 2006 i Cleveland i Ohio, var en amerikansk bluesgitarrist. Han hade lärt sig spela av Robert Johnson och använde från 1975 nästan uteslutande tolvsträngad gitarr.

## Biografi
Lockwood föddes på familjens arrenderade farm men i hans barndom separerade föräldrarna. Modern flyttade till den närbelägna staden Helena och när sonen kom i skolåldern hämtade hon honom till sig så att han skulle få skolundervisning nio månader om året, i stället för sju som var fallet på landsbygden. I sin ungdom lärde han sig spela på en tramporgel som tillhörde morfadern och skulle kanske blivit pianist om inte modern någon gång kring 1930 träffat gitarristen Robert Johnson och inlett ett förhållande med denne. Johnson tog sig an den unge Robert Lockwood och lärde honom spela gitarr och därefter spelade de tillsammans med Johnsons partner Johnny Shines och Rice Miller (som senare skulle kalla sig Sonny Boy Williamson). När Johnson dog 1938 blev Lockwood lämnad åt sig själv och han spelade lite här och där, bland annat med Howlin' Wolf i Memphis. År 1941 fick han genom Millers försorg jobb i husbandet hos det nystartade radioprogrammet King Bisquit Time vilket sponsrades av en mjölfabrikant (bandet spelade även live på lördagar samtidigt som de gjorde reklam för företagets produkter). Lockwood lämnade radioprogrammet 1945 och spelade därefter på olika platser som St. Louis och Chicago med olika musiker - som B.B. King i vars band i Memphis Lockwood ingick under Kings tidiga karriär. 1950 bosatte han sig i Chicago, där han jobbade åt olika skivbolag; mest nämnvärt är hans arbete för Chess Records. I Chicago spelade han med artister som Muddy Waters, Willie Dixon, Otis Spann, Roosevelt Sykes, Eddie Boyd och särskilt Little Walter (i vars band, The Jukes, han ingick 1954–1957). 1960 följde han med Sonny Boy Williamson II när denne flyttade till Cleveland och den nygifte Lockwood blev kvar där när Sonny Boy flyttade tillbaka till Chicago ett år senare. I Cleveland startade han ett eget band som spelade på olika klubbar i staden - särskilt varje onsdag på Fatfish Blue. Under denna tid gjorde Lockwood även turnéer till Europa och var en av de första amerikanska bluesmusikerna som spelade i Japan (första gången 1974). I mitten av 1970-talet fick han en tolvsträngad gitarr av sin första fru, och detta instrument (såväl akustiska som elektrifierade varianter) kom framöver att spela en dominerande roll i hans musik. I slutet av 1970-talet återupptog Lockwood samarbetet med Johnny Shines och de spelade in några album tillsammans (ibland dock på var sin sida av detsamma).

## Utmärkelser
1995 tilldelades Lockwood ett National Heritage Fellowship (utdelat av Hillary Clinton). 2008 erhöll Last Of The Great Mississippi Delta Bluesmen: Live In Dallas en Grammy som Bästa traditionella bluesalbum och Lockwood blev grammynominerad vid ytterligare två tillfällen (I Got To Find Me A Woman 1999 och Delta Crossroads 2001). Han tilldelades W.C. Handy Award/Blues Music Award sju gånger och blev invald i Blues Hall of Fame 1989. Lockwoods blåa tolvsträngade halvakustiska gitarr köptes 2013 av Rock and Roll Hall of Fame and Museum. 1997 döpte staden Cleveland om en gata i nöjesdistriktet till Robert Lockwood Junior Drive. Han utsågs till hedersdoktor i musik av Case Western Reserve University och Cleveland State University.

## Diskografi

### Egna singlar
- Little Boy Blue / Take A Little Walk With Me (1941)
- I'm Gonna Train My Baby / Black Spider Blues (1941)
- I'm Gonna Dig Myself A Hole / Dust My Broom (1951)
- Aw Aw (= Sweet Home Chicago) / Sweet Woman From Maine (1954)
- Selfish Ways / Down Home Cookin' (1972)

### Album
Helt eller halvt egna album (därutöver är Lockwood med på många samlingsalbum med någon/några låtar - förutom alla de gånger han kompar andra artister på deras inspelningar):
- Otis Spann Is The Blues (1960 - "duo-/duettalbum" med Otis Spann)
- Steady Rollin' Man (1970)
- Contrasts (1974)
- Blues Live in Japan (1975 - med The Aces)
- Robert Jr. Lockwood ... Does 12 (1978)
- Dust My Broom (1980 - sida 2; sida 1 är Johnny Shines)
- Hangin' On (1980 - med Johnny Shines)
- Mister Blues Is Back To Stay (1981 - med Johnny Shines)
- Robert Lockwood plays Robert & Robert (1982)
- Johnny Shines - Robert Jr. Lockwood (1989 - sida 2; sida 1 är Johnny Shines)
- What's The Score (1991)
- I Got To Find Me A Woman (1998)
- Just The Blues (1999)
- Blues Live ! II (1999 - med The Aces)
- Delta Crossroads (2000)
- Swings in Tokyo: Live at the Park Tower Blues Festival (2003)
- Sweet Home Chicago (2003 - sida 1; sida 2 är Johnny Shines)
- The Legend Live (2004)
- Cleveland Fats: The Way Things Go (2006)
- Last of the Great Mississippi Delta Bluesmen: Live in Dallas (2007)
- Sweet Home Chicago (2012)